# Santa Cruz Papalutla
Santa Cruz Papalutla es una localidad del estado mexicano de Oaxaca. Es cabecera del municipio de Santa Cruz Papalutla.

## Demografía
| Censo | Población |
| ----- | --------- |
| 1900  | 1 134     |
| 1910  | 1 251     |
| 1921  | 1 264     |
| 1930  | 1 340     |
| 1940  | 1 309     |
| 1950  | 1 311     |
| 1960  | 1 180     |
| 1970  | 1 369     |
| 1980  | 1 876     |
| 1990  | 1 735     |
| 1995  | 1 597     |
| 2000  | 1 733     |
| 2005  | 1 791     |
| 2010  | 1 835     |
| 2020  | 2 242     |